# Pauline Byrne
Pauline Byrne, född 6 maj 1917 i Missouri, död 18 september 1990 i Sherman Oaks, Los Angeles, Kalifornien, var en amerikansk sångerska under swingeran på 1930- och 1940-talen. Hon gjorde inspelningar med Artie Shaw under 1940-talet och var från 1938 medlem i sånggruppen Six Hits and a Miss. Från 1946 ingick hon i gruppen The Starlighters. 
Hennes mest kända inspelning är Gloomy Sunday med Artie Shaws orkester. Andra titlar är My Fantasy, Don't Fall Asleep och Dreaming Out Loud med samma orkester, samtliga från tidigt 1940-tal. Med David Roses orkester gjorde hon succén Lullaby of Broadway och som sångerska medverkade hon i filmerna En dag på varuhuset, Sun Valley Serenade, Hit Parade of 1941 och i Warner Brothers kortfilmsmusikal Six Hits and a Miss från 1942.
Hennes röst var en mjuk kontraalt, som kom bäst till sin rätt i de lägre registren. I tidskriften Records and Recording beskrevs hon som en av 1940-talets förnämligaste jazzvokalister. Pauline Byrne avslutade sin sångkarriär 1949.